# Опидум
Опидум (лат. oppidum, мн. oppida) је назив који су Римљани користили за већа полуурбана или урбана насеља на подручју западне и средње Европе пред крај металног доба. Обично се везује за Келте и њихову културу, али су их градили и сусједни народи. Након што се Римско царство стабилизовало, израз је ушао у службену терминологију као административно сједиште у провинцијама.
Опидуми су се обично градили на врховима брежуљака, односно настајали су од мањих утврђења која би се касније оградила шанцима, палисадом, грудобраном или каменим зидом. У унутрашности утврђења су грађене куће за становништво, односно цивилни објекти. Као такви опидуми су играли важну улогу у постепеној убранизацији средње Европе. Римљани су обично служили као дио инфраструктуре урбанизацију и романизацију новоосвојених провинција.

## Примјери
| У краљевина Угарској термин се користио као службени израз за трговиште (мађ. mezőváros), која су била мање важније статуса од слободних краљевских градова али опет важнија од села. - Глауберг - Маних - Братислава - Дјевин - Чарнок |